# ليو راش
ليو راش هو مصارع محترف أمريكي ولد في 11 نوفمبر 1994،يعمل حالياً في آول إليت ريسلينغ ونيو جابان برو ريسلينغ.

## روابط خارجية
- ليو راش على موقع دبليو دبليو إي (الإنجليزية)
- ليو راش على موقع WrestlingData.com (الإنجليزية)
- ليو راش على موقع CageMatch worker (الإنجليزية)
- ليو راش على موقع قاعدة بيانات المصارعة على الإنترنت (الإنجليزية)
- ليو راش على موقع عالم المصارعة على الإنترنت (الإنجليزية)
- ليو راش على موقع عالم المصارعة على الإنترنت (الإنجليزية)